# Faut ce qu'il faut
Pour plus de détails, voir Fiche technique et Distribution.
Faut ce qu'il faut est un film français réalisé en 1940 par René Pujol, sorti en 1946.

## Synopsis
En 1939, dans une maternité, Charlot rend visite à Henriette, sa maîtresse, qui vient d'accoucher d'une petite fille. Il lui apprend qu'il est marié et que pour lui l'issue de cette aventure n'était pas réellement prévue. La mobilisation les sépare mais le jeune homme finira par divorcer et avec l'aide acharnée de Bibi, retrouvera sa maitresse et son enfant et pourra l'épouser malgré le chaos de la guerre.

## Fiche technique
- Titre : Faut ce qu'il faut
- Autre titre : Monsieur Bibi
- Réalisation : René Pujol
- Scénario et dialogues : Amédée Pons
- Photographie : Jean Bachelet
- Musique : Vincent Scotto
- Décors : Edmond Ravaux
- Son : Georges Gérardot
- Production : Les Films Malesherbes
- Pays d'origine :  France
- Langue : français
- Genre : comédie musicale
- Durée : 85 minutes
- Dates de sortie : 
  - France : 12 février 1946

## Distribution
- Pierre Larquey : Benjamin Tacot "Bibi"
- Marguerite Pierry : la concierge
- Jean Tissier : l'employé d'état civil
- Roland Toutain : Charlot
- Vanda Gréville
- Deva Dassy
- Gildes
- Odette Barencey
- Marcel Neyrac
- Rognoni
- Georges Paulais
- Paul Demange
- Albert Malbert (crédité Malbert de LIvry)
- Wilson
- Marie Bizet